# Albrecht Schutte
Albrecht Schutte (* 13. September 1940 in Hildesheim; † 30. November 2022 in Muri bei Bern, Schweiz) war ein deutscher Ingenieur. Von 1985 bis 2005 war er außerplanmäßiger Professor an der Ruhr-Universität Bochum.

## Leben
Albrecht Schutte wuchs in Hildesheim und Wuppertal auf und studierte Bauingenieurwesen an der TH Aachen. 1973 promovierte er an der Universität Stuttgart (Die Druckbiegung einer Stütze mit veränderlicher Biegesteifigkeit). Er habilitierte 1980 und 1985 folgte die Umhabilitation an der Ruhr-Universität Bochum. Von 1993 bis 2005 war er Außerplanmäßiger Professor in Bochum. Seit 2019 lebt er mit seiner Frau in Konstanz, er hat zwei erwachsene Kinder. 2022 zog er in die Schweiz und lebte mit seiner Frau in Muri bei Bern, wo er am 30. November 2022 verstarb.

## Arbeitsgebiete / Projekte
Schwerpunkte in Schuttes Arbeit waren die Operatorenrechnung in der Baustatik, die Theorie II. Ordnung und die Baudynamik.
Mit seinem 1987 gegründeten Ingenieurbüro war er als Tragwerksplaner, Prüfingenieur für Baustatik (Massiv- u. Metallbau) und Sachverständiger für Industrieschornsteine tätig. Er war Mitglied im Ausschuss zur DIN 4133 (Stahlschornsteine) und befasste sich mit Erdbebensicherung, Schwingungs- sowie Thermoschockproblemen von Industrie-Schornsteinen u. a. in Taiwan und Schweden.
Als Tragwerksplaner und Gutachter war er an der Teil-Erneuerung der Wuppertaler Schwebebahn sowie beim Bau des Flughafens Hong Kong (theoretische und experimentelle Untersuchungen zur Verbundwirkung von Verbundsicherheitsglas) tätig. 2008 wurde das Büro unter dem Namen ZERNA – SCHUTTE ein Tochterunternehmen der ZERNA – INGENIEURE GmbH.

## Publikationen
- Ein zweidimensionaler Operatoren-Kalkül zur numerischen Lösung flächenartiger Tragwerke, 1980. ISBN 3-922302-11-4
- Normierte Bemessung für Stützen aus Holz, Stahl und Stahlbeton, 1983. ISBN 3-922302-16-5
- mit Nikola S. Dimitrov: Knick- und Traglasten der Stützen aus Baustoffen mit nichtlinearen Momenten-Krümmungsbeziehungen. In: Theorie und Berechnung von Tragwerken, Springer-Verlag, 1974. ISBN 3-540-06539-3
- Die numerische Behandlung von Knickstäben mit sprunghaft veränderlichem Querschnitt mittels einer erweiterten Knotenlastformel. In: Forschungsberichte Nr. 12 aus dem Inst. für Tragkonstruktionen der Universität Stuttgart, 1981. ISBN 3-922302-12-2.
- Vereinfachter Knicknachweis am Gesamtsystem eines räumlichen Stahlbetontragwerks. In: Konstruktiver Ingenieurbau, Verlag Ernst und Sohn, 1985. ISBN 978-3-433-01039-6.
- Thermoschock im Schornsteinfutter nach REA-Ausfall. Berechnung der Wärmespannungen mit Hilfe erzeugender Funktionen. Ernst & Sohn, Bautechnik 64 (1987).
- Zum Tragverhalten von Verbund- und Verbundsicherheitsglas bei erhöhten Temperaturen unter Einwirkung von statischen und dynamischen Lasten. Ernst & Sohn, Bautechnik 76 (1999), Heft 1.